# Stazione di Pontelambro-Castelmarte
La stazione di Pontelambro-Castelmarte è una fermata ubicata nel territorio comunale di Pontelambro sulla ferrovia Milano-Asso. È gestita da FerrovieNord.
Nel 2005 la stazione ha registrato il transito di 79.759 viaggiatori.

## Storia
Si trattava di una stazione a doppio binario fino agli anni novanta, quando venne convertita a fermata impresenziata a singolo binario.

## Strutture e impianti
Il fabbricato viaggiatori rispecchia lo stile di molte altre stazioni della linea ferroviaria Milano–Asso.
I lavori per lo smantellamento della stazione hanno lasciato intatto il fabbricato viaggiatori, sigillando la vecchia biglietteria, ma preservando la sala d'attesa, che sarà a breve dotata di una struttura automatica.
Con la riduzione da due a un solo binario negli anni novanta è stata restaurata la banchina d'attesa. Questa si estende per circa 220 metri con andamento non rettilineo. Il restauro non ha portato l'altezza del livello della banchina dal piano dei binari agli attuali standard: risulta perciò molto scomoda la salita e la discesa dei passeggeri, tranne che per gli ultimi 10 metri della banchina, verso Lezza-Carpesino, dove la banchina risulta alta e permissiva alla salita/discesa autosufficiente di persone dotate di carrozzina.
Recentemente Pontelambro-Castelmarte è stata provvista di nuovi sistemi di teleindicazione.
Nel tracciato tra la stazione di Erba e la stazione di Pontelambro-Castelmarte in territorio comunale di Erba, poco a nord del ponte ferroviario sul fiume Lambro, è ubicata la stazione di Lezza-Carpesino dove attualmente non effettuano fermata i treni del servizio regionale.

## Movimento
Il servizio di trasporto pubblico ferroviario è espletato da Trenord. Presso lo scalo fermano diciassette treni regionali diretti a Milano e diciannove diretti ad Asso.
Seguendo l'orario feriale aggiornato a dicembre 2012, il servizio su questa fermata si articola in questo modo:
- primo treno da Asso per Milano Cadorna ore: 06.13; ultimo treno ore: 19.43.
- primo treno da Milano Cadorna per Asso ore: 07.49; ultimo treno ore: 21.15.

Il tempo di percorrenza medio è 69 minuti (46 km, velocità media: 40 km/h).

## Servizi
- Biglietteria self-service
- Servizi igienici